# Athetis terminata
Athetis terminata là một loài bướm đêm trong họ Noctuidae.